# بنك التنمية الجديد
بنك التنمية الجديد (بالإنجليزية: New Development Bank)‏ هو بنك متعدد الأطراف تديره مجموعة دول البريكس (البرازيل وروسيا والهند والصين وجنوب إفريقيا). وفقًا لاتفاقية بنك التنمية الجديد، "يجب على البنك دعم المشاريع العامة أو الخاصة من خلال القروض والضمانات والمشاركة في رأس المال والأدوات المالية الأخرى". علاوة على ذلك، يتعين على بنك التنمية "التعاون مع المنظمات الدولية والكيانات المالية الأخرى، وتقديم المساعدة الفنية للمشاريع التي سيدعمها البنك.
بلغ رأس المال المبدئي المصرح به للبنك 100 مليار دولار أمريكي مقسمة إلى مليون سهم بقيمة اسمية تبلغ 100000 دولار لكل سهم. يبلغ رأس المال المكتتب الأولي لبنك التنمية الجديد 50 مليار دولار مقسمة إلى أسهم مدفوعة (10 مليار دولار) وأسهم قابلة للاستدعاء (40 مليار دولار). تم توزيع رأس المال المكتتب الأولي للبنك بالتساوي بين الأعضاء المؤسسين (البرازيل، روسيا، الهند، جمهورية الصين الشعبية، جنوب إفريقيا). ينص الاتفاق بشأن بنك التنمية على أن لكل عضو صوت واحد ولن يتمتع أي عضو بحق النقض.
يقع المقر الرئيسي للبنك في شانغهاي، الصين. يقع المكتب الإقليمي الأول لبنك التنمية في جوهانسبرغ، جنوب إفريقيا. تم إنشاء المكتب الإقليمي الثاني في عام 2019 في ساو باولو بالبرازيل، تليها مدينة جيفت بالهند وموسكو، روسيا.

## تأسيس البنك
اقترحت الهند فكرة إنشاء البنك في قمة البريكس الرابعة في عام 2012 التي عقدت في دلهي. حيث اتفق قادة بريكس على إنشاء بنك للتنمية في قمة البريكس الخامسة التي عقدت في ديربان، جنوب أفريقيا في 27 مارس 2013 في 15 يوليو 2014، في اليوم الأول من قمة البريكس السادسة التي عقدت في فورتاليزا بالبرازيل، وقعت دول البريكس على اتفاقية بنك التنمية الجديد، والتي تنص على الأساس القانوني للبنك. في اتفاقية منفصلة.
تأسس البنك برأس مال يبلغ 100 مليار دولار ورأس مال مساهم قيمته 50 مليار دولار مقسمة بالتساوي بين الدول الأعضاء وترافق إنشاء البنك الإعلان عن صندوق احتياطات مالية طارئة، قالت رئيسة البرازيل ديلما روسيف أن البنك والصندوق «خطوتان مهمتان لإعادة تشكيل النظام المالي العالمي» كان من المقرر أن يحمل البنك اسم «بنك التنمية لدول البريكس» إلى أن روجع هذا القرار ليكن بإمكان دول أخرى المشاركة برأس المال.

## الهيكل التنظيمي
وفقًا لبنود الاتفاقية، فإن الأجهزة الرئيسية للبنك هي:
- مجلس المحافظين.
- مجلس إدارة.
- الرئيس ونواب الرئيس.[10]

ومؤخرا تم انتخاب ديلما روسيف رئيسة جديدة للبنك في مارس 2023 وحتى يوليو 2025.

## الأهداف
والغرض من أنشطة البنك هو تمويل مشاريع البنية التحتية، والتنمية المستدامة، في دول البريكس والبلدان النامية، ووافق طيلة فترة عمله، منذ أن تم إنشاؤه، على أكثر من 90 مشروعاً بإجمالي 32 مليار دولار، لدعم مجالات مثل النقل وإمدادات المياه والطاقة النظيفة والبنية التحتية الرقمية والاجتماعية والبناء المدني.

## الاعضاء
دخلت اتفاقية بنك التنمية الجديد حيز التنفيذ في عام 2014 في قمة البريكس السادسة في مدينة فورتاليزا البرازيلية مع الإعلان الرسمي لجميع الدول التي وقعت عليه الأعضاء الخمسة المؤسسون للبنك هم البرازيل وروسيا والهند والصين وجنوب إفريقيا. وفي سبتمبر 2021 انضمت بنغلاديش والإمارات العربية المتحدة وأوروغواي إلى بنك التنمية. في ديسمبر 2021، اعترف بنك التنمية بمصر كعضو جديد إلى تم انضمامها رسميا بقرار جمهوري في 30 مارس 2023. وفي نهاية أغسطس 2024، أعلنت وزارة المالية الجزائرية، أن مجلس محافظي البنك وافق على انضمام الجزائر إليه.

## العلاقات مع المؤسسات المالية
تنص بنود اتفاقية البنك على أن بنك التنمية الجديد قد تم إنشاؤه لاستكمال الجهود الحالية للمؤسسات المالية متعددة الأطراف والإقليمية من أجل النمو والتنمية العالميين لذا فإن بنك التنمية الوطني مفوض من قبل مؤسسيه للتعاون في إطار ولايته مع المنظمات الدولية الأخرى.

### بنك التنمية الآسيوي
وقع بنك التنمية مع بنك التنمية الآسيوي في يوليو 2016، مذكرة تفاهم بشأن التعاون الاستراتيجي للعمل معًا من خلال التمويل المشترك وتبادل المعرفة في مجالات تشمل مشاريع التنمية المستدامة في الطاقة المتجددة، وكفاءة الطاقة، والنقل النظيف، والإدارة المستدامة للمياه، ومعالجة مياه الصرف الصحي.

### البنك الدولي
وقع بنك التنمية ومجموعة البنك الدولي مذكرة تفاهم بشأن التعاون وأُعلن أن الجهود التعاونية لبنك التنمية ومجموعة البنك الدولي ستركز بشكل أساسي على البنية التحتية في سبتمبر 2016.

### التعاون الثنائي
- بنك التنمية للبلدان الأمريكية (IDB)
- Financial Fund for the Development of the River Plate Basin  [لغات أخرى]‏ (FONPLATA)
- البنك الأوروبي لإعادة البناء والتنمية (EBRD)
- البنك الآسيوي للاستثمار في البنية التحتية (AIIB)
- بنك التنمية الكاريبي  [لغات أخرى]‏ (CDB)
- بنك التنمية الأوراسي (EDB)
- بنك الاستثمار الدولي  [لغات أخرى]‏ (IIB)
- Development Bank of Latin America  [لغات أخرى]‏ (CAF)
- بنك التنمية الآسيوي (ADB)
- البنك الإسلامي للتنمية (IsDB)
- بنك الاستثمار الأوروبي (EIB)

### بنوك التنمية الوطنية في الدول الاعضاء
- Development Bank of Southern Africa (DBSA)
- Agricultural Development Bank of China (ADBC)
- بنك الصين للاستيراد والتصدير
- بنك التنمية الصيني (CDB)
- بنك التنمية البرازيلي (BNDES)

## الاراء حوله

### علماء بارزون في الاقتصاد
في يوليو 2014، قال الاقتصادي جوزيف ستيجليتز الحائز على جائزة نوبل إن بنك التنمية الجديد يمثل "تغييرًا جوهريًا في القوة الاقتصادية والسياسية العالمية". في رأيه ، "المؤسسات القائمة ليس لديها موارد كافية". في تحليل الأكاديمي سويشنغ تشاو، فإن دور الصين في إنشاء بنك التنمية الجديد هو "لفتة رمزية لخلق نوع من استنساخ صندوق النقد الدولي بشكل مصغر نحو إعادة تشكيل الهيكل المالي الدولي الذي يهيمن عليه رأسمالية الغرب."

### المسؤولون
وصف رئيس مجلس الدولة الصيني لي كه تشيانغ افتتاح بنك التنمية الجديد بأنه "خطوة مهمة إلى الأمام" في التعاون بين دول البريكس. قال لي كه تشيانغ في اجتماع مع K. V. Kamath in Beijing. في يوليو 2015
قال وزير المالية الصيني ، لو جيوي ، إن إنشاء بنك التنمية الجديد والبنك الآسيوي للاستثمار في البنية التحتية بقيادة بكين سيشجع المؤسسات المتعددة الأطراف القائمة على العمل بشكل أفضل. في مؤتمر صحفي في ختام اجتماع مجموعة العشرين لوزراء المالية ومحافظي البنوك المركزية في شنغهاي ، أضاف أن بنك التنمية الجديد يمكن أن يساعد في دفع الطلب العالمي الكلي.

### البنوك
8 يوليو 2015 ، قال الرئيس التنفيذي لشركة VTB Andrey Kostin إن بنك التنمية الجديد"مهم لأنه أول مؤسسة أنشأتها دول البريكس." وأضاف "في الواقع نحن نتحدث عن إضفاء الطابع المؤسسي على منظمة البريكس ، وهذا أمر مهم للغاية على ما أعتقد. إنها أداة عمل دائمة ستعمل كل يوم وستكون في قلب تعاون البريكس".
وفقًا لمحافظ بنك الاحتياطي الهندي السابق راغورام راجان ، فإن بنك التنمية الجديد "يمثل جهدًا تعاونيًا بين جميع دول البريكس". وقال للصحفيين في فبراير 2016: "لقد توصلنا بالفعل إلى اتفاقية احتياطي الطوارئ (CRA). هذه هي الثانية. دعونا نرى كيف تتطور. الكثير من الآمال مضمنة فيه من أجل تعاون أكبر (بين) دول البريكس".

## الشعار والهوية

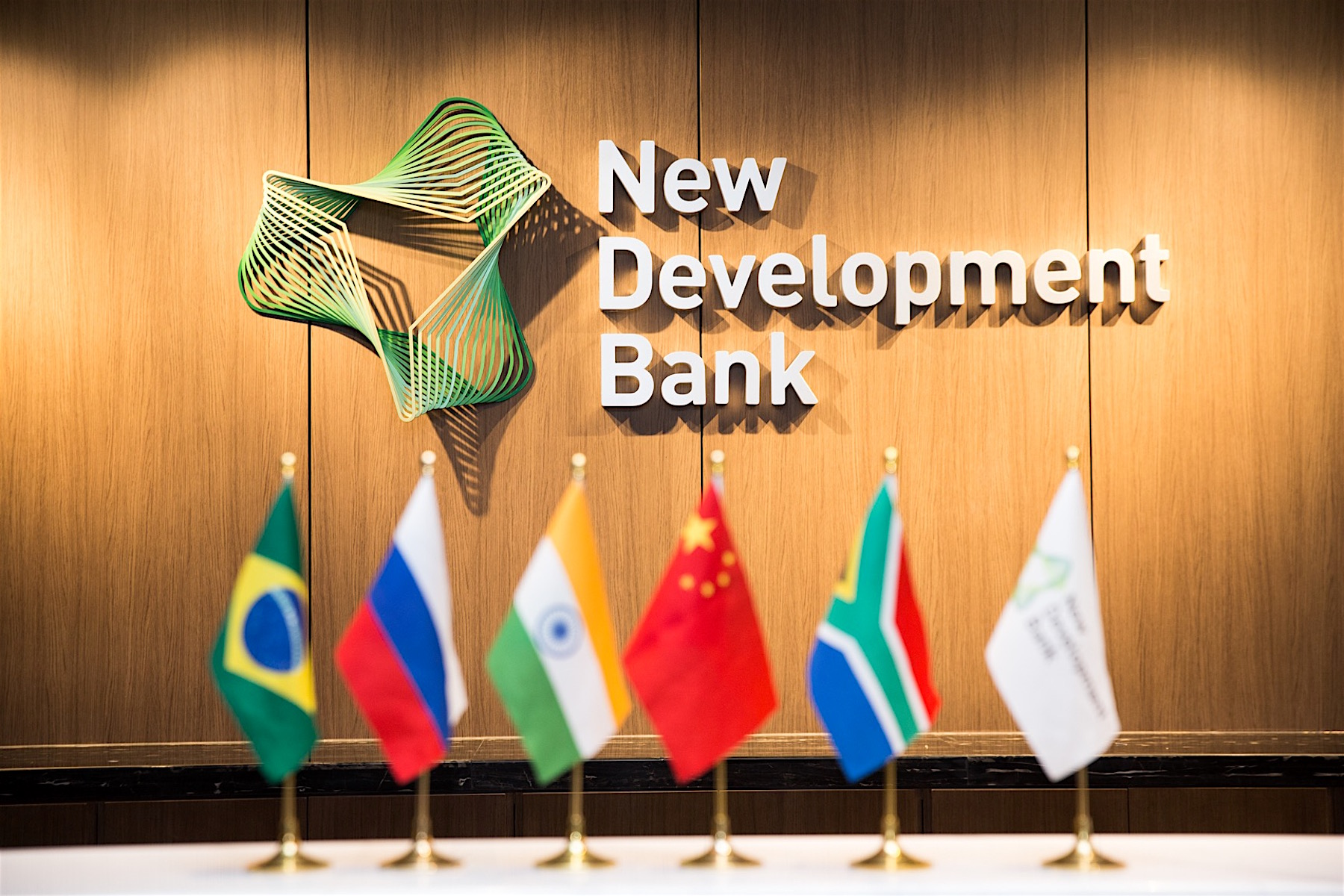
شعار بنك التنمية الوطني في مقر البنك في شنغهاي

يستعير شعار بنك التنمية الجديد من المفهوم الرياضي لشريط موبيوس الذي يرمز إلى فكرة التحول المستمر. ولا تتمثل طبيعته في تعطيل النظام الحالي من الداخل، بل دفعه للتغيير.
يتكون الشعار من مثلث متحرك في أحد طرفيه مما يدل على التطور المتوازن. الطرف الآخر ، الذي يتحرك في الاتجاه المعاكس ، هو مروحة تمثل السرعة والديناميكية. يتم تجميع هذين الكيانين معًا بواسطة إطار سلكي ، وهو الأساس الهيكلي للبنية التحتية. يتم تقديم الشعار بتدرج أخضر يرمز إلى الاستدامة. ترمز هذه الحركة المستمرة إلى القيم التي يسعى البنك للعيش بها - الرشاقة والابتكار والتحول المستمر.

## رئيس البنك
| #       | الصورة | الاسم                | الفترة                      | الجنسية  | ملاحظات                           |
| ------- | ------ | -------------------- | --------------------------- | -------- | --------------------------------- |
| 1       |        | كوندابور فامان كاماث | 11مايو 2015 – 27 مايو 2020  | الهند    | أول رئيس للبنك                    |
| 2       |        | ماركوس برادو ترويخو  | 27 مايو 2020 – 24 مارس 2023 | البرازيل |                                   |
| 3       |        | ديلما روسيف          | 24 مارس 2023 – الآن         | البرازيل | أول امرأة تقود بنك التنمية الجديد |
| المصادر |        |                      |                             |          |                                   |

## هيكل المساهمون
| الدولة                   | الأسهم (العدد) الأسهم المكتتب بها | الأسهم (العدد) الأصوات القابلة للتمرين | رأس المال المكتتب المبلغ (مليار دولار أمريكي) | رأس المال المكتتب % من الإجمالي |
| ------------------------ | --------------------------------- | -------------------------------------- | --------------------------------------------- | ------------------------------- |
| البرازيل                 | 100,000                           | 100,000                                | 10.000                                        | 18.98%                          |
| روسيا                    | 100,000                           | 100,000                                | 10.000                                        | 18.98%                          |
| الهند                    | 100,000                           | 100,000                                | 10.000                                        | 18.98%                          |
| الصين                    | 100,000                           | 100,000                                | 10.000                                        | 18.98%                          |
| جنوب إفريقيا             | 100,000                           | 100,000                                | 10.000                                        | 18.98%                          |
| بنغلاديش                 | 9,420                             | 9,420                                  | 0.942                                         | 1.79%                           |
| مصر                      | 11,960                            | 11,960                                 | 1.196                                         | 2.27%                           |
| الإمارات العربية المتحدة | 5,560                             | 5,560                                  | 0.556                                         | 1.06%                           |
| الأوروغواي               |                                   |                                        |                                               |                                 |
| أسهم غير المخصصة         | 473,060                           | 473,060                                | 47.306                                        |                                 |
| المجموع الكلي            | 1,000,000                         | 1,000,000                              | 100.000                                       | 100.00%                         |

## وصلات خارجية
دول البريكس تبني نظامًا عالميًا جديدًا. حركة لاروش العالمية، نشر في 14-12-2014.